# Neidalia ockendeni
Neidalia ockendeni är en fjärilsart som beskrevs av Rothschild 1910. Neidalia ockendeni ingår i släktet Neidalia och familjen björnspinnare. Inga underarter finns listade i Catalogue of Life.